# デメトリオス2世ニカトル
デメトリオス2世ニカトル（Δημήτριος Β` Νικάτωρ, 紀元前160年 - 紀元前125年）は、セレウコス朝シリアの王（在位：紀元前145年 - 紀元前138年、紀元前129年 - 紀元前126年）。

## 生涯
デメトリオス1世の子。父王がアレクサンドロス1世に敗れて殺害されると流刑になった。紀元前147年、クレタ島からの傭兵を率いてシリアに戻り、プトレマイオス朝エジプトの王プトレマイオス6世の支持を受けて、その娘のクレオパトラ・テア（アレクサンドロス1世の元妃）を妃とした。紀元前145年のアンティオキアの戦いでアレクサンドロス1世を破って即位した。アレクサンドロス1世の将軍であったディオドトスがアラビア半島へ逃れ、アレクサンドロス1世の遺児であるアンティオコス6世を擁立して挙兵すると、その軍勢に敗れてアンティオキアを失い、セレウキアに移った。
アンティオコス6世の死後、自ら王を称したディオドトスとの内乱が続く中、パルティアのミトラダテス1世によってスーサやエリマイスを奪われた。紀元前140年、失地奪還のためにバビロニアに向かったが、紀元前139年にミトラダテス1世に敗北してその捕虜となった。デメトリオス2世が捕えられた後、その弟のアンティオコス7世がクレオパトラ・テアと再婚して即位した。パルティアの虜囚となったデメトリオス2世は2度逃亡を試みたが、いずれも失敗に終わった。しかし、パルティアでのデメトリオス2世は政治的な理由から丁重な処遇を受け、ミトラダテス1世の娘のロドグネを妃とした。
紀元前129年、アンティオコス7世との内訌を狙ったパルティアに解放されてシリアに戻った。同年にアンティオコス7世はパルティア相手に戦死したため、弟と再会することはなく復位した。プトレマイオス朝の共同ファラオであったクレオパトラ2世（妃クレオパトラ・テアの母）からの誘いを受けてエジプト遠征に向かったが、その弟のプトレマイオス8世の反撃を受けて撤退した。プトレマイオス8世はシリアの対立王としてアレクサンドロス・ザビナスを擁立し、シリアに侵攻した。紀元前126年にデメトリオス2世はダマスカス郊外の戦いで敗北してプトレマイスに逃げ帰ったが、妃のクレオパトラ・テアに見限られて門を閉ざされ、船でティルスに逃れようとしたが、捕えられて殺害された。

## 参考書籍
- Richard R. Losch (2008-5-13). All the People in the Bible: An A-Z Guide to the Saints, Scoundrels, and Other Characters in Scripture. Wm. B. Eerdmans Publishing. ISBN 978-0802824547
- M. Rahim Shayegan (2011-9-15). Arsacids and Sasanians: Political Ideology in Post-Hellenistic and Late Antique Persia. Cambridge University Press. ISBN 978-0521766418

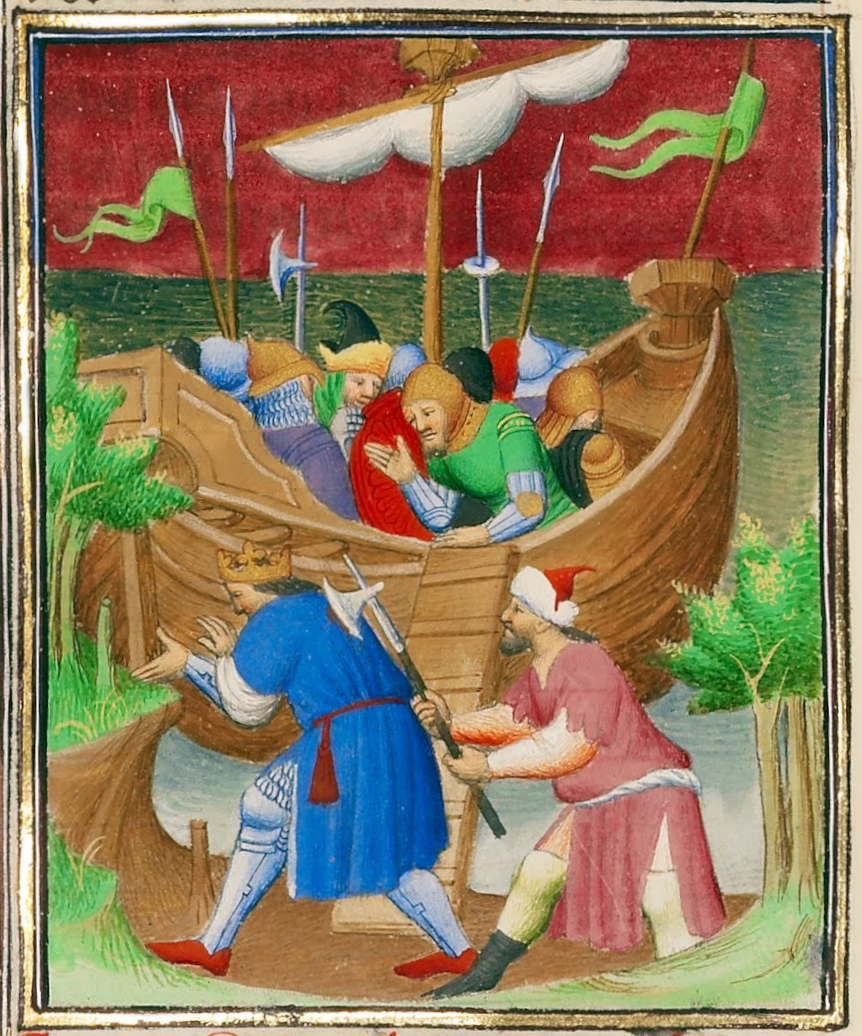
ティルスで下船した後に殺害されるデメトリオス2世を描いたフランスの細密画（1415年）

| 先代 アレクサンドロス1世 | セレウコス朝第12代君主 紀元前145年 - 紀元前138年 | 次代 アンティオコス7世  |
| 先代 アンティオコス7世   | セレウコス朝第14代君主 紀元前129年 - 紀元前126年 | 次代 クレオパトラ・テア |